# Адарнасе I (князь Гереті)
Адарнасе (Атрнерсе) I (вірм. Ատրներսեհ, груз. ადარნერსე д/н — між 870 та 877) — князь Хачена і Шекі (Гереті) в 855—870/877 роках.

## Життєпис
Походив з вірменської династії Араншахів. Син Сахла Смбатяна, князя Шекі, та Спарами, доньки Вараз Трдата II, князя Кавказької Албанії. 822 року Сахл захопив землі тестя. Разом з тим є згадка про одруження Адарнасе з представницею албанського роду Міхранідів. Ймовірно Сахл призначив сина намісником північної частини Кавказької Албанії, яка за період керування Адарнасе стала зватися Верхній Хачен. Його резиденцією стала фортеця Андаберд.
Брав участь у військових походах Сахла проти арабських загарбників, що на той час підкорили більшість вірменських земель та південну частину Кавказької Албанії. 854 року разом з батьком і братом Ованнесом потрапив у полон до арабського воєначальника Буги аль-Кабіра. Адарнасе і Ованнеса було заслано до Самарри, тодішньої резиденції багдадських халіфів. Тут Ованнес перейшов до ісламу, прийнявши ім'я Муавія.
Адарнасе після 855 року зумів повернутися, отримавши свої землі. Переніс резиденцію до фортеці Вайкунік. До кінця панування зумів об'єднати майже увесь Хачен, підкоривши Атерк (лівобережжя річки Трту до Дадіванку), а також встановивши зверхність над Нижнім Хаченом. В цей час відбувається вірменізація північної Кавказької Албанії. наприкінці 850-х років успішно протистояв Самуїлу Донаурі, еріставі-хорєпископу Кахетії.
Помер між 870 і 877 роками. Йому спадкував син Григорій Хамам.